# Kasper Møller Rask
Kasper Møller Rask (født 25. april i 1993 i Nordjylland) er en dansk filminstruktør og manuskriptforfatter. Han er uddannet fra den uafhængige filmuddannelse Super8  og har blandt andet stået bag tv-serien Nordland '99, som udkom på DR i 2022.

## Filmografi
- December (2023)
- Nordland '99 (2022)
- Eja Okay (2020)
- Lemon World (2020)
- November (2018)
- Resort (2016)